# リメンバー・ミー (2017年の映画)
『リメンバー・ミー』（原題：Coco）は、ピクサー・アニメーション・スタジオ製作、ウォルト・ディズニー・スタジオ・モーション・ピクチャーズ配給によるアメリカ合衆国のコンピュータアニメーション・ファンタジー・アドベンチャー・コメディ映画。 
リー・アンクリッチ監督、ダーラ・K・アンダーソン製作。
全米で2017年11月22日、日本で2018年3月16日公開。キャッチコピーは「それは、時を超えて―家族をつなぐ、奇跡の歌。」。

## 概要
ピクサーの長編映画としては『カーズ/クロスロード』に次ぎ『トイ・ストーリー』から数えて19作目となる。『カーズ/クロスロード』と並び、ピクサーの長編映画が同年に複数公開されるのは2015年以来2年ぶりの2回目である。
死者の日の間、骸骨となった死者達が陽気に暮らすテーマパークのような死者の国を舞台に、そこへ迷い込んだミュージシャンを夢見る少年ミゲルと、死者の国に暮らす骸骨のヘクターの2人を主人公に据え、2人が死者の国で繰り広げる冒険を軸に、生死を超えた家族の絆がエモーショナルに描かれている。また、本作では音楽も重要な役割を果たしており、劇中に音楽が多数登場するため、ミュージカル要素がある。
同時上映はウォルト・ディズニー・アニメーション・スタジオ製作の短編アニメーション『アナと雪の女王/家族の思い出』。なおこの作品は、以前から期間限定での上映であったことがディズニーにより発表され、全米では12月8日より併映が取り止めとなった。
当初日本公開はクリスマスシーズンの2017年12月23日に予定されていたが、春休みシーズンである2018年3月16日に後ろ倒しとなった。また、ピクサーの長編映画が日本で3月に公開されたのは2016年公開の『アーロと少年』以来2年ぶりとなる。
ちなみに、原題の"Coco"は、本作に登場するミゲルの曽祖母であるママ・ココから取られている。

## ストーリー
遠い昔、メキシコのサンタ・セシリア出身のリヴェラ家の夫が、音楽家になる夢を追いかけて家を出てしまう。残されたその妻ママ・イメルダは家族を引き裂いた音楽を嫌うようになり、家庭に「音楽禁止の掟」を立て、習得した製靴で一人娘のママ・ココを育てる。製靴業は掟と共に代々引き継がれ、リヴェラ一族は靴屋として繁栄する。
数十年後、ママ・ココのひ孫で12歳のミゲル・リヴェラは他の家族と同様、靴屋を継ぐことを期待され、音楽は聴くことすらも禁じられていたが、密かにミュージシャンを志していた。ミゲルは同郷の伝説的ミュージシャンであるエルネスト・デラクルスに憧れ、家族に隠れて屋根裏に彼のグッズを並べ、自作のギターで彼の曲を弾いていた。
そして年に1度、他界した先祖が家族に会いに来るという死者の日、リヴェラ家でも先祖を迎える準備をしていた。自宅の祭壇には先祖の写真が飾られているが、ココの父親だけ顔の部分が破られていた。ミゲルはその高祖父が持つギターがデラクルスが持っているのと同じであることに気付き、高祖父はデラクルスだと推測する。ミゲルはその写真を持ち出し、街の音楽コンテストで自分の演奏を披露しようと決心するが、それを知った家族と口論になり、祖母エレナにギターを破壊されてしまう。諦めきれないミゲルは家を飛び出し、デラクルスの霊廟に保管されているギターを手にする。ところがそのギターを弾いた瞬間から、死者が骸骨の姿で見えるようになり、逆に生者からは自分が見えなくなり触れることも出来なくなってしまう。
ミゲルはその場に居合わせたリヴェラ家の先祖達と共に死者の国へ行き、高祖母のイメルダに解決策を請うと「死者の日に死者の物を盗んだ生者は呪われて死者の国に飛ばされる」「生者が死者の国で日の出を迎えると帰れなくなる」「生者の国の祭壇に写真が飾られていない者は死者の国から出られない」といった掟を伝えられる。生者が死者の国から帰るには、先祖に許しをもらうだけでいいという。イメルダはミゲルに許しを与えようとするが、「二度と音楽をしない」という条件を付けたため、ミゲルは代わりにデラクルスに許しをもらおうとその場から逃げ出す。すると、自分をデラクルスの友達だと言い張る男ヘクターと出くわす。彼はまだ存命の娘に会いたいと願っていたが、誰も彼の写真を飾っておらず生者の国に行けずにいた。ミゲルの話を聞いたヘクターは自分の写真を彼に渡し、デラクルスへの対面を手伝う代わりに生者の国で自分の写真を飾るよう頼む。
死者の国でも開催されている音楽コンテストで優勝すれば、デラクルスのパーティーに招待されると知った彼らは、ヘクターの友人のチチャロンにギターを借りに行くが、そこで生者の国で誰からも忘れられると死者の国からも消滅してしまうという「二度目の死」（字幕版では、最後の死となっている。以下同様。）を目にする。ミゲルは、チチャロンが遺したギターを手に、コンサートで『ウン・ポコ・ロコ』を演奏して大喝采を浴びるが、リヴェラ一族がコンサート会場にミゲルを捜しに来たため、表彰式を待たず逃げ出す。更に些事でヘクターと喧嘩をし、単独行動を取ったミゲルはコンテストで優勝したバンドの手助けでデラクルスのパーティー会場に忍び込み、遂にデラクルスと対面する。彼も自分の玄孫に会えたことを喜び、ミゲルに許しを与えようとする。
その時、2人の前にヘクターが現れ、映画を通して、ある真実が明かされる。ヘクターは生前、デラクルスと共に音楽活動をして旅をしていたが、家族が恋しくなって故郷へ帰ろうとした。しかしデラクルスによって毒殺され、彼が遺したギターや数々の曲を奪われてしまったのだった。デラクルスは生者の国でこれが明かされないようヘクターの写真を奪い、2人を町外れの地下洞窟に落とす。ヘクターが絶望の中、思い出として語った娘の名は「ココ」。即ち、ミゲルの本当の高祖父はヘクターであり、デラクルスの大ヒット曲『リメンバー・ミー』もヘクターがココのために作った歌だった。ヘクターが生者の国に行こうと必死だったのも、ココが父である自分を忘れかけており、ヘクターに二度目の死が近付いていたからであった。そこへミゲルを捜していたイメルダが空飛ぶアレブリヘに乗って現れ、彼らを助け出す。
全ての事情を知ったリヴェラ一族は、ヘクターの写真を取り返すべくデラクルスのコンサート会場へ乗り込み、写真も取り戻す。真相をしったことで音楽への考えも改めたイメルダにも認められながら生者の国にミゲルが帰ろうとした矢先にデラクルスに捕まってしまい、写真は失われてしまうが、ミゲルとデラクルスがその場で語った真実はリヴェラ一族が観客席に繋いだカメラによって暴露され、ミゲルを屋上から突き落としたことでデラクルスの本性が明かされ、非難の的となる。巨大なアレブリヘによって会場の外へと追いやられたデラクルスは、自身が死んだときと同じように鐘に押し潰される。ヘクターは、日の出と二度目の死が近付く中、自身の消滅よりもミゲルの命を優先し、無条件で許しを与えて生者の国へ送り返す。
生者の国へと戻ったミゲルはデラクルスに奪われたヘクターのギターを持ち出し、急いでココの元へ行き、『リメンバー・ミー』を演奏する。するとココはたちまち父であるヘクターのことを思い出し、密かに持っていたヘクターの写真の切れ端を取り出す。ココはヘクターが生前ココに送った手紙や楽譜なども大切に保管しており、これがきっかけとなってヘクターの功績は一気に世間へと知られ、娘想いのミュージシャンとして町の名物となり、逆に生前の悪事が暴かれたデラクルスはペテン師として嫌われ、霊廟には「忘れてやる」という看板が掛けられ封鎖された。そしてリヴェラ家の「音楽禁止の掟」はついに廃止される。
翌年の死者の日、祭壇には破られた部分を修復したヘクター、イメルダ、そして100歳で亡くなったココの家族写真が飾られる。これにより、ヘクターは生者の国に行けるようになり、長い間離れ離れだった愛娘ココと再会を果たしていた。そして、生者と死者が揃ったリヴェラ一族の前で、ミゲルはヘクターと共に、ギターを手に歌を披露するのだった。

## 登場人物

### 主要人物
ミゲル・リヴェラ（Miguel Rivera）
本作の主人公。サンタ・セシリアに暮らす12歳の少年。いとこのベニーとマニーを除くとリヴェラ家では最年少で、製靴を営む出自だが靴磨きをしている。曲を聴いただけでギターで演奏できる天才少年で、素晴らしい歌声を持つ。笑うと顔の左側にエクボができる。
家族に「音楽禁止の掟」があるにもかかわらずミュージシャンのデラクルスを崇拝し、内緒で屋根裏部屋に彼のグッズを並べ、自作したデラクルスがヘクターから盗んだギターのレプリカで彼の曲を弾いたり、彼が出演した映画のビデオを観て台詞を全て覚えている。将来はミュージシャンになりたいと願うが、音楽を毛嫌いしている家族のこともあり人前で演奏したことは一度もなかった。しかし、その執念はかなり深く、ギターを祖母のエレナに壊されたからとデラクルスの霊廟にあるギターを持ち出そうとして呪われたり、死者の国で高祖母のイメルダに「二度と音楽をしない」という条件で生者の国に返してもらったにもかかわらずすぐに約束を破り、再び死者の国へ飛ばされたりしていたほど。
死者の国では、先祖達に自分の願いを聞き入れてもらえずに逃げ出し、高祖父と信じるデラクルスを捜すべく奔走する。生きた人間として追われる身となるが、偶然出会ったヘクターから死者に見えるフェイスペイントを施してもらい、初めて人前で演奏するための手ほどきを受けるなどして困難を切り抜けていき、精神的に成長していく。後にヘクターこそ本当の高祖父だと知り、生者の国へと帰った後はヘクターのギターでココに「リメンバー・ミー」を歌ったことでココの記憶を取り戻し、ヘクターの二度目の死を防ぐことに成功し、一族にヘクターの真実が明かされたことで音楽禁止がなくなった。1年後の死者の日では、生まれた妹のソコロにココを含めた先祖の事を教え、生者と死者が集うリヴェラ家でヘクターと共に歌いながらギターを弾いた。
ヘクター・リヴェラ（Héctor Rivera）
本作のもう1人の主人公。21歳没。死者の国に住む陽気な骸骨で、何かとやり手で死者の国では多方面に顔が利く。変装が得意と言うが、作中では有名な芸術家であるフリーダ・カーロの変装しかしていない。
死者の国に迷い込んだミゲルと出会い、デラクルス捜しを手伝う代わりに、祭壇に自分の写真を飾るよう懇願し、行動を共にする。自分と同じように生者の国に行けない死者と身を寄せ合って暮らしている。音楽家たちからはしばしばチョリソーで窒息死したことをバカにされているが、ヘクター自身は食中毒だと言い張っていた。
生前は家族と離れてデラクルスと共に音楽活動をし、作詞作曲を担当していた。しかし、旅をしながらも娘と手紙のやりとりしていたので家族を忘れることができず帰郷しようとするが、ヘクターの才能を利用することを考えたデラクルスによって毒殺され、『リメンバー・ミー』を始めとした数々の楽曲の著作権も偽造されてしまう。「チョリソーを詰まらせた」というのは毒入りの酒を飲んで具合を悪くしたヘクターにデラクルスが言ったでたらめで、それにより家族との絆を引き裂かれてしまう。
実はヘクターこそミゲルの本当の高祖父であり、ママ・ココの父親で愛娘の為に歌を送ったり、二度目の死が近づく際、自身の消滅よりミゲルの帰還を最優先するなど家族想いな人物。その事実を知らないミゲルの家族は、娘のココ以外は誰もヘクターのことを記憶しておらず、ミゲルが盗まれたギターからデラクルスを高祖父だと勘違いした時も誰も否定しなかった。死の真相を知ったリヴェラ家と和解した後、自分の写真を取り戻すべくミゲルとリヴェラ一族と共にデラクルスのコンサート会場へ侵入するが、彼と混戦してしまい写真は失われてしまう。しかし、ミゲルに無条件で許しを与えて生者の国へと還し、ミゲルが「リメンバー・ミー」を歌ってココの記憶を取り戻したことで二度目の死を避けることができた。1年後の死者の日ではイメルダとの仲は修復しており、死者の世界でココと念願の再会を果たしていた。写真が飾られたことで生者の国へとようやく赴くことができ、ミゲルと共にギターを弾き、生者と死者が集うリヴェラ家で楽しく過ごした。
吹き替えや字幕では英語読みで「ヘクター」となっているが、原語版では、スペイン語読みで「エクトール」となっている。
ダンテ（Dante）
サンタ・セシリアに住む野良犬のメキシカン・ヘアレス・ドッグ。ミゲルの親友でもあり、よく彼に懐いているが、当のミゲルはリヴェラ家に野良犬の世話を禁じられている。
死者の日のお供え物を食べたため、ミゲルと共に死者の国に迷い込む。映画の中盤でアレブリヘとなり、ミゲルが生者の国に戻った後も死者の国で暮らしているが、死者の日にはリヴェラ一族と共に生者の国へ赴く。「ダンテ」というのはミゲルがつけた名前であり、デラクルスが映画で共演した馬のダンテからとられている。
ママ・ココ（Mamá Coco）／ソコロ・リヴェラ（Socorro Rivera）
ミゲルの曽祖母で、ヘクターとイメルダの1人娘。本作のキーパーソン。100歳近い高齢のため言葉を発することも少なく、記憶も失いかけており、娘であるエレナのことも忘れてしまっていた。終盤で父であるヘクターを忘れかけるが、死者の国から帰還したミゲルが歌う『リメンバー・ミー』を聴き一緒に歌ったことで記憶を取り戻し、エレナやヘクターを思い出す。実は密かにヘクターの手紙や楽曲資料を保管していたため、ヘクターの功績やデラクルスの盗作の決め手となった。1年後では100歳で他界しており、死者の国でヘクターやイメルダと再会を果たした。また、死者の国ではエネルギッシュになれたのか、饒舌に物を言えるようになっていた。

### 死者の国の住人
死者の国の住人は全て骸骨の姿をしているが、身長や髪型などの風貌は亡くなった時点のものがそのまま引き継がれる。また、年は取らない。生者の記憶に残っている限り、死者の国の住人は存在する事が可能だが、生者から忘れられる、又は存在を覚えている生者が亡くなってしまうなどして、覚えてくれている人が一人もいなくなってしまうと二度目の死が訪れ、完全に消滅してしまう。死者の日のみ生者の国に行けるが、「出入国管理所」で生者の国に写真が飾られているかどうか判定され、飾られていない場合は出国を拒否される。それでも死者の国と生者の国を繋ぐマリーゴールドの橋を渡ろうとした場合、花に埋もれてしまう。メイキングブックによると、古代の死者の国の住人は歴史に名を残した著名人や王族以外は数十年単位で二度目の死が訪れ、人口もそれほど多くなく安定していたが、200年前から写真の技術が発展した事で、子孫に遺影を残して認知され、引き継がれやすくなったことにより死者の国の人口が爆発的に増え、上に上に建物が経つほど異様な街並みへと変わって行った。

#### リヴェラ家の先祖
ママ・イメルダ（Mamá Imelda）
ミゲルの高祖母。72歳没。リヴェラ家のリーダー的存在で、気が強く、やや威圧的な性格。アレブリヘのペピータを従えている。
デラクルスに誘われたヘクターをミュージシャンになる為に家族を捨てたと憎み、リヴェラ家に「音楽禁止の掟」を作り、その後一人娘のココを養うために靴作りを始め、製靴業は代々引き継がれる。死後も音楽を嫌い、ヘクターを恨み、真実を知ることはなかった。しかしヘクターが家を出る以前は音楽を愛し、自らも素晴らしい歌声の持ち主であった。真実を知った後は、ヘクターを毒殺したデラクルスに対して「よくも私の最愛の夫を殺したわね!」と怒りをぶつけ、ヘクターが二度目の死を迎えかけたときは本気で心配するなど、心境が変化していく。また、デラクルスのコンサート会場ではヘクターの伴奏で歌っている。1年後の死者の日では完全にヘクターとの仲は修復された。
ロシータ（Tía Rosita）
ミゲルの外曽祖叔母。フリオの妹で、ママ・ココの義理の妹。62歳没。骸骨になっても生前と変わらないふくよかな体格が特徴。リヴェラ家との血縁は無いが、家族として靴作りに携わっていた。終盤ではデラクルスに気づかれないようにこっそりとカメラを向け、デラクルスの悪事を広めた。
ヴィクトリア（Tía Victoria）
ココとフリオの長女。ミゲルの大伯母で、エレナの姉。58歳没。眼鏡をかけた細身の仏頂面な女性で、サンダル作りが得意。終盤ではデラクルスに気づかれないようにこっそりと機材を操作し、デラクルスの悪事を広めた。
パパ・フリオ（Papá Julio）
ママ・ココの夫。ミゲルの曽祖父で、ロシータの兄。80歳没。曾孫のミゲルより小柄な男性で、ウィングチップ作りが得意。終盤ではパワフルな戦いを披露した。
オスカル&フェリペ（Tío Óscar and Tío Felipe）
イメルダの弟にあたる双子の兄弟で、ママ・ココの叔父。72歳没。どちらがどちらなのか見分けがつかないほどそっくりな見た目をしている。気が弱く、いつもおどおどしているが、終盤では相棒の腕をヌンチャク代わりにして戦った。

#### その他
エルネスト・デラクルス（Ernesto De La Cruz）
サンタ・セシリア出身の男性ミュージシャン、俳優。46歳没。世界的に成功を収め、死後もメキシコが生んだスターとして掲げられ、ミゲルにとってあこがれの存在である。彼の故郷ではデラクルスの聖地を回るツアーも開かれ、国民的な英雄として霊廟も建てられている。『チャンスは掴むもの』がモットーでミゲルもその言葉を信じてミュージシャンの夢を追いかけていた。
1942年、歌唱中に舞台道具の巨大な鐘の下敷きになり他界したが、死者の国でも生前と同じように絶大なる人気を誇る。彼を象徴する楽曲『リメンバー・ミー』は特に人気が高く、かえってアマチュアが演奏するには陳腐と評されるほどである。
実は本作のディズニー・ヴィランズ。デラクルスにとって『チャンスを掴む』ということは、『チャンスの為なら手段を選ばず、殺人にも手を染める』ということであり、次第に冷酷な本性を現していく。
生前、駆け出しの頃はボーカルを務めており、作詞作曲を担当するヘクターに「家族の下へ帰りたい」と帰郷することを告げられ、「最後のお別れとして」という名目で乾杯をするが、その酒に毒を入れてヘクターを殺し、ヘクターが作った曲を自分のものと偽ってソロ活動を始め、名声を得る。死者の国でヘクターと対面した際に放った言葉が彼の出演映画の台詞と同じであること、そしてそれが毒殺のシーンであったことをミゲルに指摘されたことで、ヘクター殺害の犯人であることが判明する。
生前の悪行を暴露されることを阻止すべく、ヘクターの写真を奪ってミゲルとヘクターを洞窟に投げ落とすが、真実を知った死者の国のリヴェラ家によって追い詰められ、ついには舞台裏で本性を現した一部始終をカメラで撮影されたことで死者の国の観客たちに生前の悪行が知られ、ステージに戻った途端に非難の的となり罵倒される。最終的にはぺピータに捕まってはるか彼方へ放り投げられ、自身が死んだときと同じように巨大な鐘の下敷きにされ死亡した。
ミゲルが生者の国に帰った後、ココが所持していたヘクターに関する資料が決め手となって生前の悪行は生者の国でも知られることになり、生者の国・死者の国共に名声はヘクターに取って代わられることになった。
ペピータ（Pepita）
イメルダが従えるアレブリヘ。緑色で巨大な体に、ジャガーの体にワシの翼、トカゲの尻尾など、様々な動物を組み合わせたような外見をしている。ダンテと共に生者の国へ赴いた際の姿は猫である。
チチャロン（Chicharrón）
ヘクターの友人。ヘクターに車やミニ冷蔵庫、テーブルナプキンや投げ縄、自身の大腿骨など色々なものを貸していたが、どれも返してもらっていない。生者の国にいる人々から忘れ去られたことで、死者の国から消滅してしまう。
フリーダ・カーロ（Frida Kahlo）
世界的に有名な天才芸術家。緑色の猿のような姿のアレブリヘを従えている。アシスタントがヘクターにフリーダの衣装を貸し出したりと間接的だがヘクターと関わりを持っている。デラクルスのコンサートの演出を考えていたところでミゲルと出会い、彼からあらゆるアイディアを提供された。その縁もあり、ヘクターの写真を取り戻すためにコンサート会場に潜入するミゲル達に協力した。
エル・サント（El Santo）
メキシコの国民的英雄であるプロレスラー（ルチャドール）。デラクルスのパーティに出席する際、ファンである警備員と写真撮影を行う。
ヘッド・クラーク（Head Clerk）
家族再会の案内所の事務官。アレルギー持ちで、動物が近くにいるとくしゃみが出てしまう。
エムシー（Emcee）
コンサートの司会者。花などを付けた青い盛り髪とピンクのドレスを着た女性で、とってもハイテンションな性格。

### 生者の国の住人

#### リヴェラ家
音楽家になる夢を追いかけるデラクルスの誘いに乗って家を出たヘクターに残されたイメルダの遺言で「音楽禁止の掟」を立てられ、靴屋として繁栄し、一家で靴職人として活動していた。後にヘクターの真実が明かされたことで掟はなくなり、ミゲルの家族もヘクターやイメルダから受け継がれた音楽家の才能を発揮し、終盤でミゲルと共に楽器を演奏する姿が描かれている。
エレナ・リヴェラ（Elena Rivera）
ミゲルの祖母で、ココとフリオの次女。ヘクターとイメルダの孫娘にあたる。ミゲルを溺愛しているが、「音楽禁止の掟」を頑なに守っており、彼のミュージシャンになりたいという夢を快く思っていない。そのためなら音楽を奏でる他者に嫌がらせをすることも厭わなかった。コンテストに行こうとするミゲルのギターを叩き壊したため、結果的にミゲルを死者の世界に行かせるきっかけを与えてしまう。その後、ヘクターの真実を知り音楽禁止の掟を廃止した。
ある意味本作のもう一人のディズニー・ヴィランズとも言える言動が多々あるが、最終的に和解しているためデラクルスと違って悪人ではない。原語版において、ミゲルからはアブエリータ（スペイン語で『おばあちゃん』）と呼ばれている。
エンリケ・リヴェラ（Enrique Rivera）
ミゲルの父親で、エレナとフランコの次男。エレナほど厳しくはなく「音楽禁止の掟」に対してエレナほど拘泥している様子もないが、ミゲルがミュージシャンではなく靴職人になることを願っている。しかし、エレナがミゲルのギターを叩き壊した際は、流石にやり過ぎだと思ったのか止めようとしていた。映画終盤では死者の国から帰ってきたミゲルがヘクターのギターでココに「リメンバー・ミー」を聞かせようとし、それをやめさせようとするエレナを引き止めたことでココが記憶を取り戻すきっかけを与えた。
ルイサ・リヴェラ（Luisa Rivera）
ミゲルの母親、エンリケの妻。妊娠しており、映画終盤でミゲルの妹にして娘のソコロを出産する。
フランコ・リヴェラ（Franco Rivera）
ミゲルの祖父でエレナの夫。
グロリア・リヴェラ（Gloria Rivera）
ミゲルの伯母でエレナとフランコの長女。
ベルト・リヴェラ（Berto Rivera）
ミゲルの伯父でエレナとフランコの長男。
カルメン・リヴェラ（Carmen Rivera）
ミゲルの義理の伯母、ベルトの妻。
アベル・リヴェラ（Abel Rivera）
ミゲルのいとこで、ベルトとカルメンの長男。叔父のエンリケより長身で筋肉質。映画終盤での死者の日ではアコーディオンを弾いていた。
ロサ・リヴェラ（Rosa Rivera）
ミゲルのいとこで、ベルトとカルメンの長女。映画終盤での死者の日ではバイオリンを弾いていた。
ベニー&マニー（Benny and Manny）
ミゲルの双子のいとこで、ベルトとカルメンの末っ子。従妹のソコロが生まれるまでリヴェラ家では最年少だった。
ソコロ・リヴェラ（Socorro Rivera）
ミゲルの妹で、エンリケとルイサの長女。ココの本名と同じ。

#### その他
マリアッチ
広場でミゲルに靴を磨いてもらっていたマリアッチ。ミゲルにギターを渡したため、エレナに「うちの孫にちょっかいを出すんじゃないよ!」と怒鳴られて退散した。
ツアーガイド
デラクルスの聖地を巡るツアーをしている女性。エンディングではデラクルスの悪事が暴かれたため、リヴェラ靴店を案内していた。

## キャスト

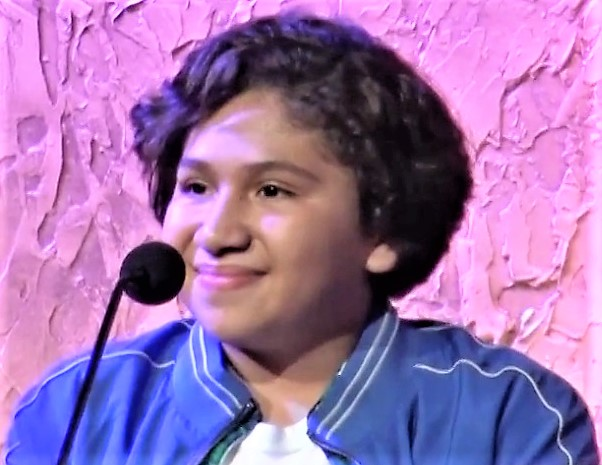
アンソニー・ゴンザレス(2017年)

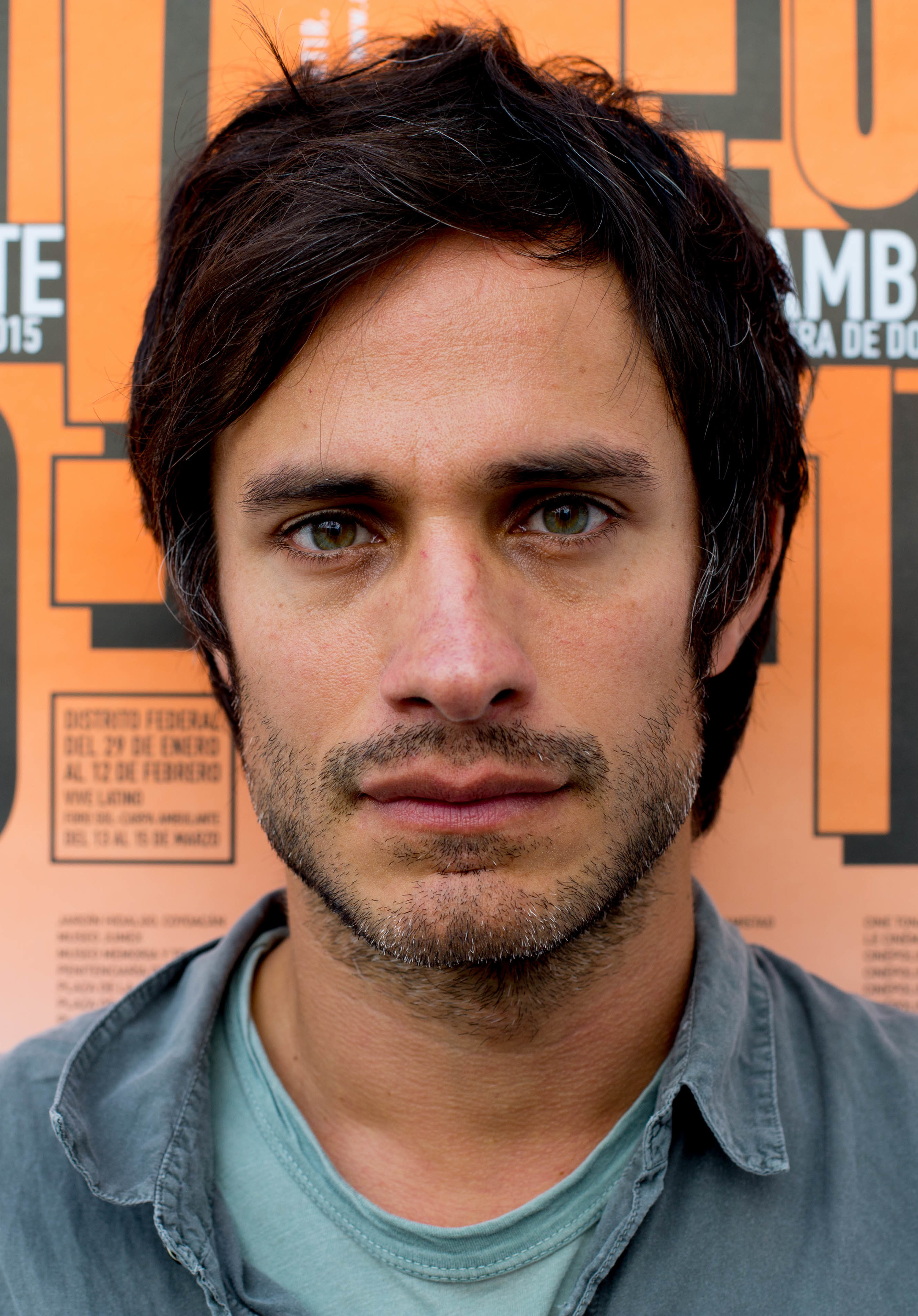
ガエル・ガルシア・ベルナル(2015年)

| キャラクター                     | 英語                             | 日本語                                     |
| -------------------------------- | -------------------------------- | ------------------------------------------ |
| ミゲル・リヴェラ                 | アンソニー・ゴンザレス           | 石橋陽彩                                   |
| ヘクター                         | ガエル・ガルシア・ベルナル       | 藤木直人                                   |
| エルネスト・デラクルス           | ベンジャミン・ブラット           | 橋本さとし                                 |
| ママ・イメルダ                   | アラナ・ユーバック               | 松雪泰子                                   |
| エレナ・リヴェラ                 | レニー・ヴィクター               | 磯辺万沙子                                 |
| エンリケ・リヴェラ               | ハイメ・カミーユ                 | 横山だいすけ                               |
| パパ・フリオ                     | アルフォンソ・アラウ             | 多田野曜平                                 |
| オスカル                         | ハーバート・シグエンサ           | 佐々木睦                                   |
| フェリペ                         | ハーバート・シグエンサ           | 佐々木睦                                   |
| 事務官                           | ガブリエル・イグレシアス         | チョー                                     |
| 広場のマリアッチ                 | ロンバルド・ボイアー             | 坂口候一                                   |
| グスタヴォ                       | ロンバルド・ボイアー             | 坂口候一                                   |
| ママ・ココ                       | アナ・オフェリア・ムルギア       | 大方斐紗子                                 |
| 幼いココ                         | リベルタ・ガルシア・フォンシ     | 中村優月                                   |
| フリーダ・カーロ                 | ナタリア・コルドバ＝バックリー   | 渡辺直美                                   |
| ロシータ                         | セレーネ・ルナ                   | 雨蘭咲木子                                 |
| チチャロン                       | エドワード・ジェームズ・オルモス | 宝亀克寿                                   |
| ルイサ・リヴェラ                 | ソフィア・エスピノーサ           | 恒松あゆみ                                 |
| 出国係官                         | カーラ・メディナ                 | 森千晃                                     |
| ヴィクトリア                     | ディアナ・オルテッリ             | 冠野智美                                   |
| ベルト・リヴェラ                 | ルイス・バルデス                 | 西村太佑                                   |
| ドン・イダルゴ                   | ルイス・バルデス                 | 西村太佑                                   |
| 司会者                           | ブランカ・アラセリ               | 魏涼子                                     |
| セキュリティ                     | サルバドール・レイエス           | 松田健一郎                                 |
| 矯正官                           | チーチ・マリン                   | 丸山壮史                                   |
| 入国係官                         | オクタビオ・ソリス               | 佐々木啓夫                                 |
| フランコ・リヴェラ               | ロベルト・ドナーティ             |                                            |
| グロリア・リヴェラ               | カーラ・メディナ                 |                                            |
| アベル・リヴェラ                 | ポロ・ロジャス                   |                                            |
| ロサ・リヴェラ                   | モンセ・ヘルナンデス             | 新田早規                                   |
| フアン・ハノキョーセー           | ジョン・ラッツェンバーガー       | 立木文彦                                   |
| セシリア                         |                                  | 吉田麻美                                   |
| チェロおばさん                   |                                  | 峰かずこ                                   |
| カルメン・リヴェラ               |                                  | 井上カオリ                                 |
| ペドロ・インファンテ             |                                  | こばたけまさふみ                           |
| ロス・チャチャラコス女性メンバー |                                  | シシド・カフカ                             |
| ロス・チャチャラコス男性メンバー |                                  | 茂木欣一（東京スカパラダイスオーケストラ） |
| 女性マリアッチ                   |                                  | 高柳明音（SKE48）                          |
| 男性マリアッチ                   |                                  | 大抜卓人                                   |
| 男性旅行者                       |                                  | カイミ                                     |
| 女性旅行者                       |                                  | 寺田ちひろ                                 |
| コーンを持った男性               |                                  | 鈴木拡樹                                   |
| 修道女                           |                                  | 安野希世乃                                 |
| インタビュアー                   |                                  | チョー                                     |
| ツアーガイド                     |                                  | 小島幸子                                   |
| 女性アナウンス                   |                                  | 鶏冠井美智子                               |
| 露天商                           |                                  | 内野孝聡                                   |
| おばさん                         |                                  | 根本圭子                                   |
| 出場者のマリアッチ               |                                  | 風雅なおと                                 |
| オペラ歌手                       |                                  | 大木理紗 安西康高                          |
| コーラス                         |                                  | 渕上祥人 原田真純 内田ゆう                 |
| ダンテ                           | フランク・ウェルカー             | 原語版流用                                 |

## 音楽

### サウンドトラック
| #   | タイトル                                                            | 作詞 | 作曲・編曲 | アーティスト                                                                     |
| --- | ------------------------------------------------------------------- | ---- | ---------- | -------------------------------------------------------------------------------- |
| 1.  | 「リメンバー・ミー (主題歌)（エルネスト・デラクルス・バージョン）」 |      |            | 橋本さとし                                                                       |
| 2.  | 「つのる想い」                                                      |      |            | 橋本さとし                                                                       |
| 3.  | 「あこがれのファニータ」                                            |      |            | 藤木直人                                                                         |
| 4.  | 「ウン・ポコ・ロコ」                                                |      |            | 石橋陽彩、藤木直人                                                               |
| 5.  | 「ハラレ」                                                          |      |            | メキシカン・インスティテュート・オブ・サウンド                                   |
| 6.  | 「音楽がぼくの家族」                                                |      |            | 石橋陽彩、橋本さとし                                                             |
| 7.  | 「リメンバー・ミー（ララバイ・バージョン）」                        |      |            | 藤木直人、中村優月                                                               |
| 8.  | 「哀しきジョローナ」                                                |      |            | 松雪泰子、橋本さとし                                                             |
| 9.  | 「リメンバー・ミー（リユニオン）」                                  |      |            | 石橋陽彩、大方斐紗子                                                             |
| 10. | 「音楽はいつまでも」                                                |      |            | 石橋陽彩                                                                         |
| 11. | 「リメンバー・ミー（エンドソング）」                                |      |            | シシド・カフカ feat. 東京スカパラダイスオーケストラ                              |
| 12. | 「リメンバー・ミー（エルネスト・デラクルス・バージョン）」          |      |            | ベンジャミン・ブラット                                                           |
| 13. | 「つのる想い」                                                      |      |            | ベンジャミン・ブラット、アントニオ・ソル                                         |
| 14. | 「あこがれのファニータ」                                            |      |            | ガエル・ガルシア・ベルナル                                                       |
| 15. | 「ウン・ポコ・ロコ」                                                |      |            | アンソニー・ゴンザレス、ガエル・ガルシア・ベルナル                               |
| 16. | 「音楽がぼくの家族」                                                |      |            | アンソニー・ゴンザレス                                                           |
| 17. | 「リメンバー・ミー（ララバイ・バージョン）」                        |      |            | ガエル・ガルシア・ベルナル、ガブリエラ・フローレス、リベルタ・ガルシア・フォンシ |
| 18. | 「哀しきジョローナ」                                                |      |            | アラナ・ユーバック、アントニオ・ソル                                             |
| 19. | 「リメンバー・ミー（リユニオン）」                                  |      |            | アンソニー・ゴンザレス、アナ・オフェリア・ムルギア                               |
| 20. | 「音楽はいつまでも」                                                |      |            | アンソニー・ゴンザレス                                                           |
| 21. | 「リメンバー・ミー（デュエット）」                                  |      |            | ミゲル、ナタリア・ラフォルカデ                                                   |

エンドロールでは、日本語吹替版では「リメンバー・ミー（エンドソング）」が、字幕版では「リメンバー・ミー（デュエット）」が冒頭で流れ、その後スコアのメドレーとなる。

## 興行収入
2018年4月1日時点で、本作の興行収入は北米で2億951万ドル（米ドル：以下同じ）、その他の国と地域で5億7118万ドルで、全世界では7億8069万ドルである。

### 北米
アメリカ合衆国とカナダにおいては、上映開始5日間の興行収入は3987スクリーンで5500万～6500万ドル（うち土日で4000万ドル）と予想された。2017年11月21日の事前上映では230万ドルとなり、これは同じく11月に事前上映が行われたディズニー配給作品と比較すると『モアナと伝説の海』（260万ドル）より少なく、『アーロと少年』（130万ドル）より多い結果となった。翌日の正式上映開始日には1320万ドルの興行収入を上げ、開始5日間の興行収入は計7290万ドル（うち土日5080万ドル）と予想を上回り、初週末である11月25日・26日の週末興行収入ランキングでは1位に付いた。この記録は、感謝祭期間に上映開始されたディズニー配給作品の初週末興収としては『アナと雪の女王』『モアナと伝説の海』『トイ・ストーリー2』に次ぎ4位である。
第2週末（12月2日・3日）は初週末比46%の2750万ドルまで下落したが、依然としてランキング1位を保った。この下落幅は、初週→2週目としては『モアナと伝説の海』『アナと雪の女王』『塔の上のラプンツェル』『アーロと少年』より小さい。第3週末（12月9日・10日）も同じく1位となったが、興行収入は初週末比33%の1850万ドルとなり、『モアナと伝説の海』とほとんど同様の推移を見せた。この時点で、2017年北米公開映画の総興行収入ランキングでは『スプリット』『ワイルド・スピード ICE BREAK』『ヒットマンズ・ボディガード』に次ぎ4位となった。第4週末（12月16日・17日）は『スター・ウォーズ/最後のジェダイ』『フェルディナンド』に次ぎランキング3位となった。
第5週末（12月23日・24日）は新たに『ジュマンジ/ウェルカム・トゥ・ジャングル』『ピッチ・パーフェクト3』『グレイテスト・ショーマン』の上映が開始され、6位に付くが、クリスマス（12月25日）単日でも280万ドルの興行収入を上げ、依然として好調を見せた。クリスマス休暇期間（12月22日～28日）の総興行収入は1630万ドルとなり、前週合計より6%上昇した（スクリーン数は1000以上減少）。第6週末（12月30日・31日）も6位を維持し、12月29日～31日の興行収入は前週比139%、これに元日を足した4日間の興行収入は前週比184%（うち元日は260万ドル）となった。
第8週末（2018年1月13日・14日、翌月曜の15日はキング牧師記念日で祝日）には10位以下に転落し、金曜～日曜は前週比62%、これにキング牧師記念日を加えた4日間では前週比86%となった。

### 日本
日本では一足遅れて2018年3月16日に全国511スクリーンで封切られ、土日2日間で観客動員数36万8000人、興行収入4億8816万円を記録。ランキングでは『ドラえもん のび太の宝島』に続く初登場2位となり、観客動員数では『ドラえもん のび太の宝島』を下回っているが、興行収入では上回っている。公開初週の『ボス・ベイビー』が首位となり、2週目も2位となったが、またも興行収入では『ボス・ベイビー』を上回っている。3週目、観客動員数32万7786人、興行収入3億7946万円をあげ、ランキングで初の首位を記録し、翌週も首位をキープする。なお、興行収入でのランキングでは公開初週から4週連続1位となっている。
その後も、3位（5週目）、4位（6週目）、5位（7週目）、6位（8週目）、8位（9週目）とランキングで9週連続トップ10内をキープし続け、5月8日時点で累計興行収入47億円を突破している。

### メキシコ
本作の舞台となっているメキシコでは北米公開より早く2017年10月27日に上映が開始された。初週末（10月28日・29日）興行収入は930万ドル（メキシコ・ペソ→アメリカ・ドル換算値）となり、国内で公開されたアニメ原作映画（前作や他の原作を持たない映画）および夏期休暇以外に上映が開始された映画としては史上最高記録であった。第2週末（11月4日・5日）は前週末比112%の1080万ドルとなり、この日までの総興行収入は2800万ドルとなった。また、公開日から10日目までの興行収入は国内公開映画で史上最高を記録した。第3週末（11月11日・12日）は前週末比77%の840万ドルとなった。
11月12日までの総興行収入は7億9200万墨ペソ（4140万米ドル）で、アニメ映画として国内史上最高、全映画で国内史上2位（1位は『アベンジャーズ』）を記録したが、公開19日目の11月15日には『アベンジャーズ』を抜き国内全映画史上1位の記録を上げ現在は5位となっている。

### 中華人民共和国
中華人民共和国（中国）では『尋夢環遊記』のタイトルで2017年11月24日に公開され、公開3日間で1820万ドルを記録。これは、ディズニーのアニメーション映画としては『ズートピア』に続く2番目に高い記録である。
当初、中国では国家新聞出版ラジオ映画テレビ総局（SAPPRFT）が定めている規定により、上映が絶望視されていたが、SAPPRFTの検閲官が本作品の内容に感動したため、同国での上映が許可されたという逸話がある。

## 受賞
第45回アニー賞では、作品賞など最多13部門にノミネートされ、そのうち11部門を受賞した。
第75回ゴールデングローブ賞では、アニメ映画賞と主題歌賞の2部門にノミネート、アニメ映画賞を受賞した。
第90回アカデミー賞では、長編アニメ映画賞と主題歌賞の2部門にノミネートされ、見事2部門の受賞を果たした。なお、この受賞により、6年連続ディズニー作品が長編アニメ映画賞受賞となった。

## トリビア
- ミゲルの自宅の祭壇に、『ファインディング・ニモ』のニモの置物が置いてある。
- ミゲルが窓から外を眺めているシーン、『Mr.インクレディブル』以外のピクサー作品全てに登場するピザ・プラネットの配達トラックが窓の外を通過する。
- ミゲルが靴磨きに行く際に通過する建物の柱に、『トイ・ストーリー』のウッディとバズや『モンスターズ・インク』のマイクの人形が掛かっている。
- ミゲルが靴磨きに行く際に通過するアレブリヘ売り場の中に、『ファインディング・ニモ』のニモとドリーのアレブリヘがある。
- 家族再会の案内所のドアに、ピクサー作品全てに登場するA113という文字が書かれている。
- ミゲルがフリーダ・カーロと出会うシーン直前、『ルクソーJr.』のゴムボールが一瞬だけ登場する。
- 死者の国でのコンサートシーン、壁に『インクレディブル・ファミリー』のポスターが貼られている。なお、ポスターに写っているキャラクターは本来の人間の姿ではなく骸骨の姿となっている。
- コンサートでドラムを披露する骸骨が来ているTシャツは、『トイ・ストーリー』のシドが着ているTシャツと同じものである。
- フリーダ・カーロやエル・サント、マリア・フェリックスなど、本作ではメキシコの著名人が多数登場している。

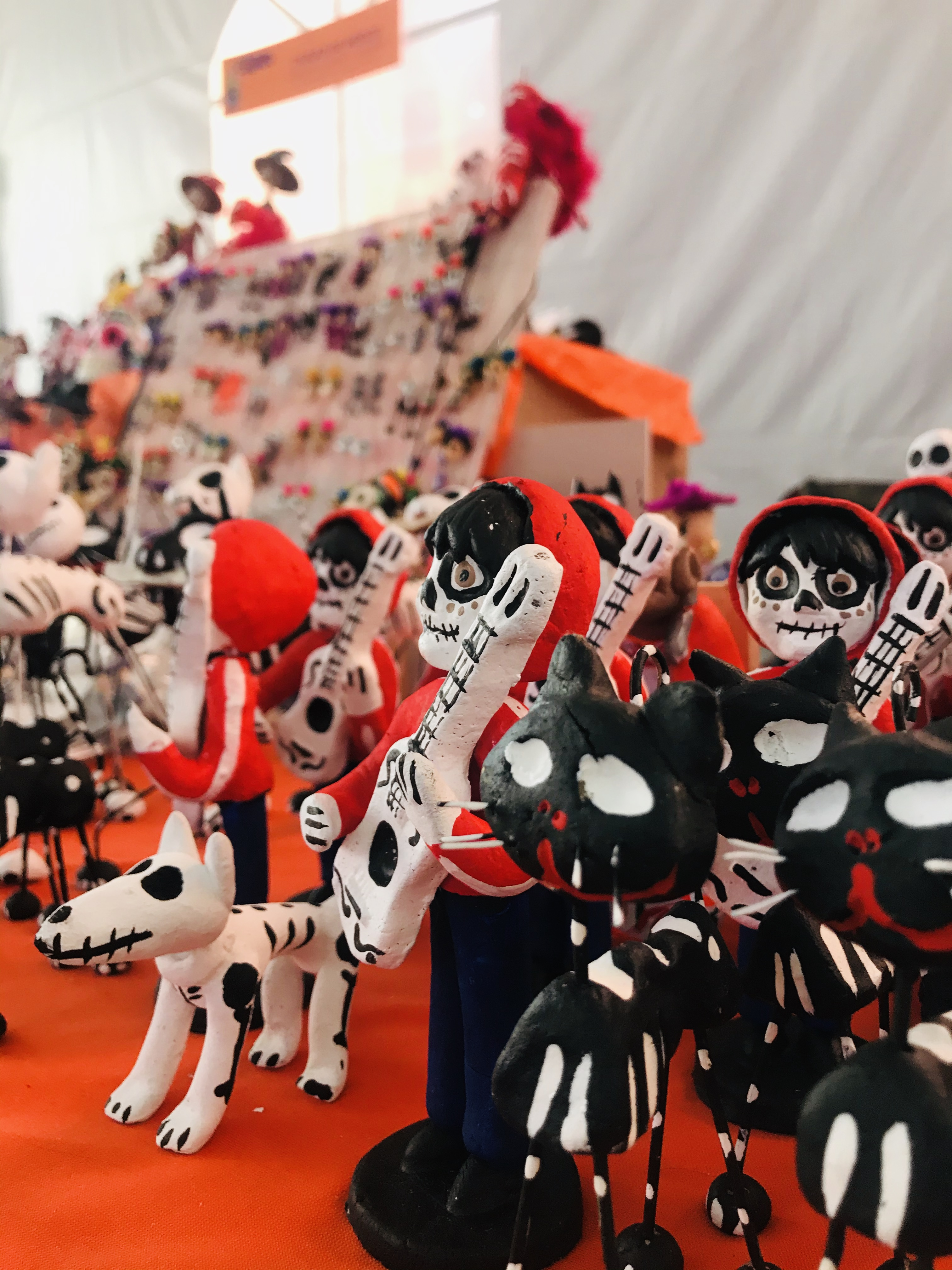
映画を真似た死者の日の飾り

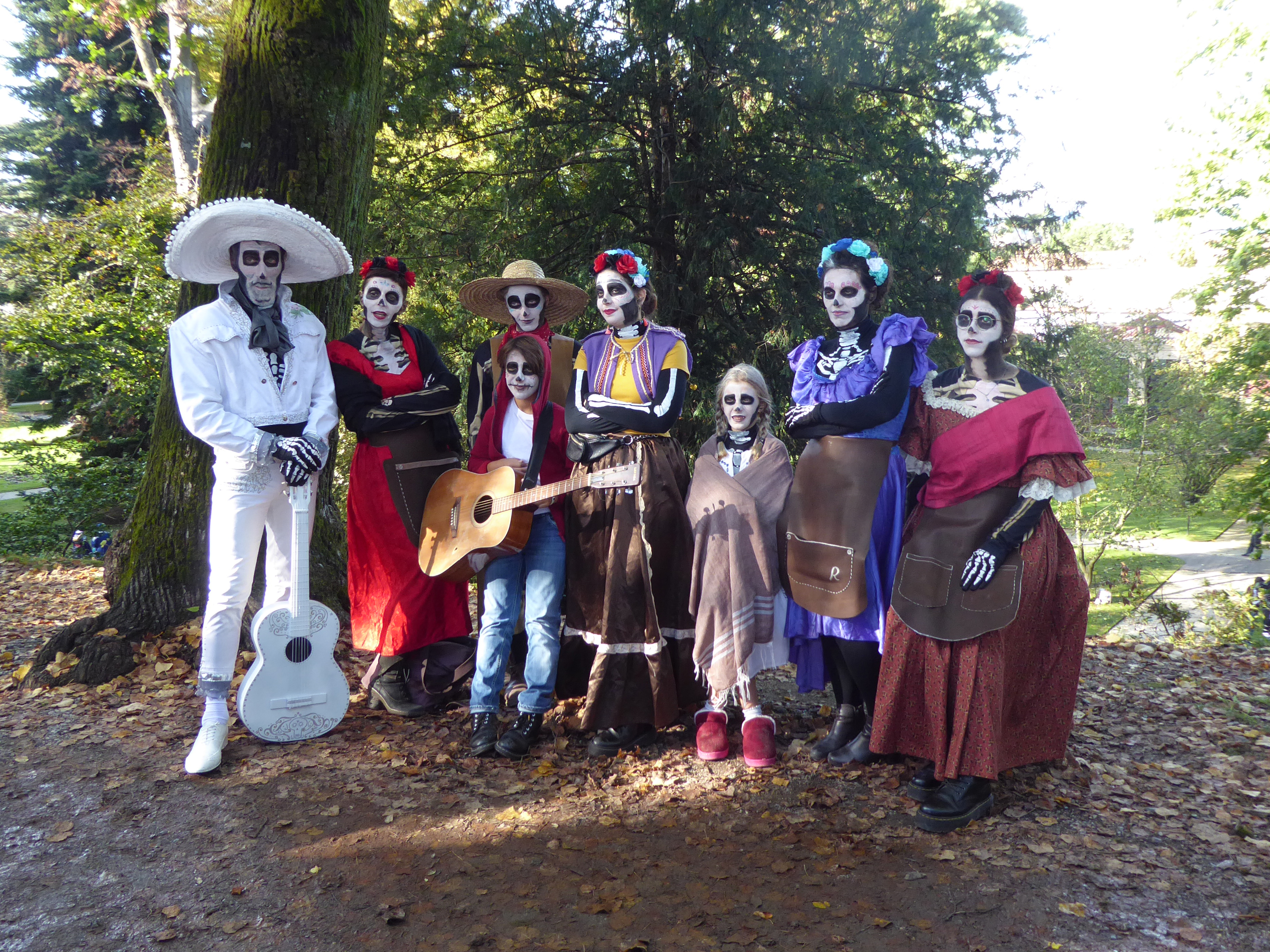
コスプレ

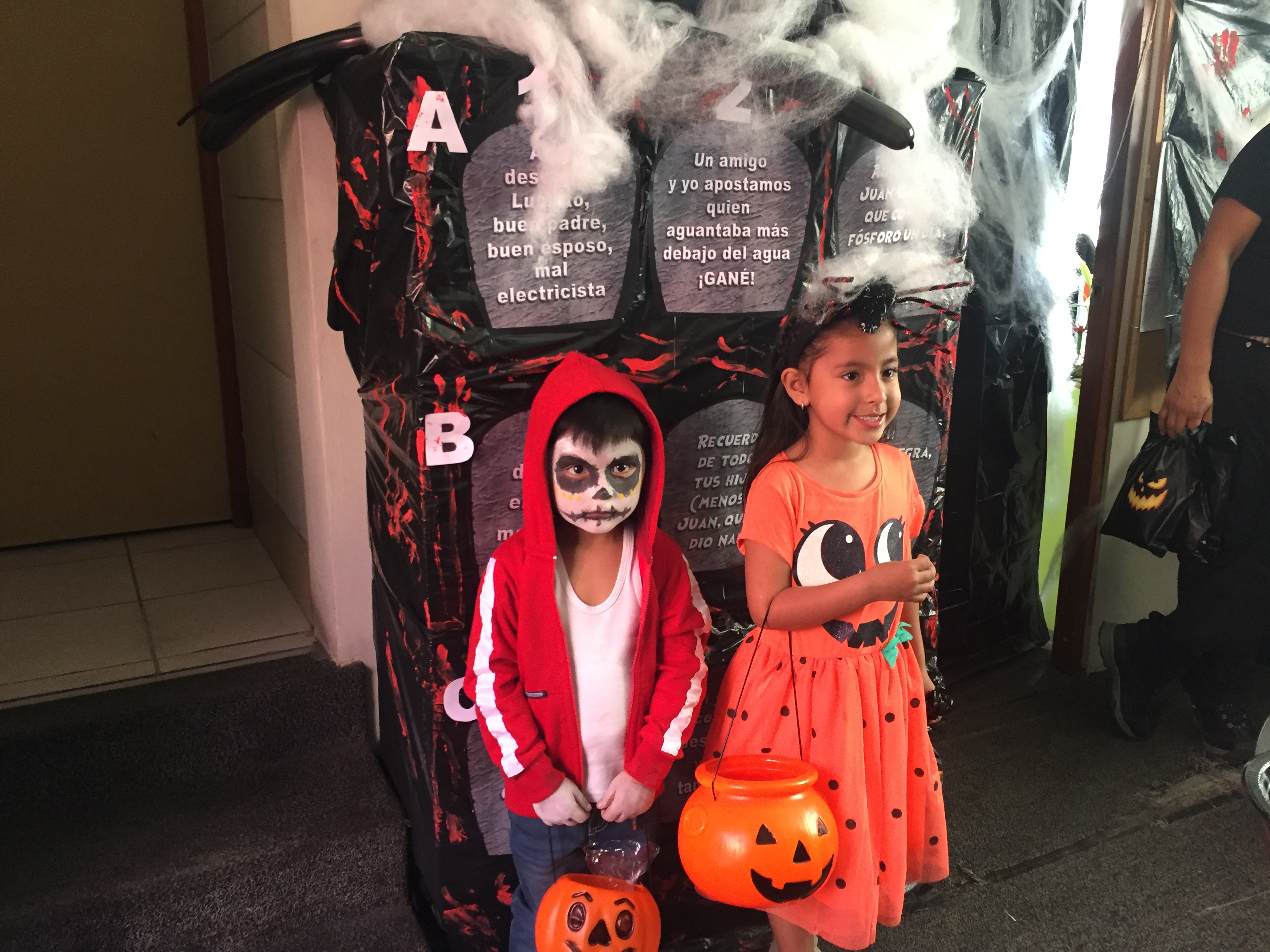
ハロウィンの仮装

## テレビ放映
| 回数 | 放送局     | 放送枠           | 放送日        | 放送時間      | 放送分数 | 平均世帯 視聴率 | 備考                                          | 出典   |
| ---- | ---------- | ---------------- | ------------- | ------------- | -------- | --------------- | --------------------------------------------- | ------ |
| 1    | 日本テレビ | 金曜ロードSHOW!  | 2020年2月21日 | 21:00 - 22:59 | 119分    | 11.3%           | 地上波初放送                                  | [ 61 ] |
| 2    | 日本テレビ | 金曜ロードショー | 2022年3月4日  | 21:00 - 22:59 | 119分    | 9.1%            |                                               | [ 62 ] |
| 3    | 日本テレビ | 金曜ロードショー | 2024年7月19日 | 21:00 - 22:59 | 119分    | 6.9%            | 『インサイド・ヘッド2』の公開を記念して放送。 |        |

- 視聴率はビデオリサーチ調べ、関東地区・世帯・リアルタイム。